# Wild Cards - L'invasione
Wild Cards - L'invasione (Aces High) è una raccolta di racconti di fantascienza del 1987, seguito di Wild Cards - L'origine e secondo libro della serie Wild Cards, curata da George R. R. Martin e scritta in collaborazione con altri autori. Il libro, come tutti quelli della serie, segue varie sottotrame, con vari protagonisti, legate assieme da un unico filo conduttore.

## Trama
Sono ormai passati tre decenni da quando è scoppiata l'epidemia Wild Card. Fortunato, un asso comparso già nel primo libro, sta cercando di capire chi siano i misteriosi Massoni Egiziani, che anni prima avevano massacrato alcune delle sue geishe.
Intanto dallo spazio arriva una nuova minaccia: lo Sciame. Dopo una grande battaglia i "germogli" dello Sciame vengono sconfitti.
Come se non bastasse Tachion viene rapito dai takisiani, la razza aliena a cui appartiene, assieme ad alcuni assi. Il gruppo scappa con una roccambolesca fuga, ma non è finita qui: Zabb, il fratello traditore di Tachion, tenta di distruggere la Terra deviando un gigantesco asteroide. Tachion e l'asso noto come Capitan Trip riescono però ad evitare che ciò accada.
James Spector, un asso, viene reclutato dai Massoni, che hanno come scopo ultimo scatenare di nuovo lo Sciame sulla Terra e che rapiscono, per sacrificarli, due assi. 
Tuttavia Tachion e molti assi con un raid li salvano, ma alcuni Massoni riescono a fuggire.

## Personaggi
Tachiongià apparso nel primo libro. Tachion è un alieno telepate con una passione per le donne, l'alcool ed i vestiti un po' improbabili.
La Tartarugagià apparsa nel primo libro, è in realtà Thomas Tudbury, un asso con immensi poteri di psicocinesi.
Fortunatogià apparso nel primo libro. Fortunato ha immensi poteri di vario genere che però si esauriscono; per ricaricarsi ha bisogno di avere rapporti sessuali. Ha dimostrato di poter leggere nel pensiero, rallentare il tempo, piegare le volontà, viaggiare in un corpo astrale e volare, ma ha presumibilmente molti altri poteri
L'Urlatoreha fatto una piccola comparsa nel primo libro. Può, come da nome, lanciare possenti urla capaci di demolire una parete di mattoni.
Ninfeain realtà si chiama Jane. È un'idrocineta, quindi può manipolare l'acqua entro certi limiti.
Dinosauro Kidun ragazzino di tredici anni che si chiama Arnold, grande fan degli assi. Può trasformarsi in dinosauro, ma a causa della legge della conservazione della massa i dinosauri sono più piccoli del normale.
Mistralfa una breve comparsa. È una ragazzina che può manipolare le masse d'aria.
Peregrineha fatto una breve comparsa nel primo libro. È una donna alata.
Capitan Tripgià apparso nel primo libro, in realtà si chiama Mark Meadows ed è un biochimico. A seconda della droga che assume ottiene un nuovo corpo, una nuova personalità e nuovi poteri. L'effetto dura per un'ora.
Croydgià apparso nel primo libro, Croyd cambia corpo nel sonno, quindi a volte si risveglia asso ed a volte joker. Dorme ogni qualche settimana.
Giudamembro dei Massoni che può intuire la natura di asso delle persone.
Kafkamembro dei Massoni dall'aspetto di scarafaggio.
L'Astronomoasso con più o meno gli stessi poteri di Fortunato, si ricarica uccidendo.
James SpectorJames era morto durante l'epidemia, ma Tachion lo ha riportato indietro con un procedimento sperimentale donandogli il fattore rigenerante e la capacità di causare infarti guardando negli occhi. Originariamente viene costretto ad unirsi ai Massoni, ma fugge attirandosi l'odio di questi.
Modular Manun androide con varie abilità (o moduli).

## Edizioni
- George R.R. Martin (a cura di). Wild Cards - L'invasione (Aces High, Bantam Books, 1987), Rizzoli, 2010.